# Gilles Binya
Gilles Augustin Binya (* 29. August 1984 in Yaoundé) ist ein kamerunischer ehemaliger Fußballspieler auf der Position eines defensiven Mittelfeldspielers.

## Karriere

### Verein
Binya begann seine Karriere bei Nassara Yaounde, Constallacio Yaounde und Cotonsport Garoua, welche er von 2001 bis 2003 als Spieler zur Verfügung stand. 2003 kam er in die erste Mannschaft von Tonnerre Yaoundé, wo schon Spieler wie Roger Milla, Rigobert Song oder George Weah unter Vertrag standen.
2004 wechselte er innerhalb Afrikas zum MC Oran nach Algerien, wo er drei Jahre unter Vertrag stand. Nach relativ guten Leistungen in Oran wurde der Spitzenklub aus Portugal Benfica Lissabon auf ihn aufmerksam und verpflichtete ihn 2007 für circa 300.000 Euro. Unter José Antonio Camacho reifte er zum Einsatzspieler. Sein Debüt für Benfica gab er am 23. September 2007 gegen Sporting Braga, wo er eine gelbe Karte kassierte. Das Spiel endete torlos. In dieser Saison gab er auch sein Debüt in der UEFA Champions League. Bei der 1:2-Niederlage gegen AC Mailand in der Gruppenphase wurde Binya in der 73. Minute für Miguel Vítor eingewechselt. Drei weitere Spiele folgten (Schachtar Donezk, 2 Mal Celtic Glasgow). Im zweiten Spiel gegen Celtic Glasgow foulte der Kameruner den Schotten Scott Brown so derb, dass er darauf eine Sechs-Spiele-Sperre aufgebrummt bekam.
Nach einer weiteren Saison bei Benfica Lissabon mit Einsätzen im UEFA-Cup und jedoch nur sieben Ligaeinsätzen (wo er kurioserweise fünf gelbe Karten kassierte) und dem Sieg im Taça da Liga wurde Binya Anfang der Saison 2009/10 in die Schweiz zu Neuchâtel Xamax verliehen. Er gab sein Debüt am 9. August 2009 gegen den FC Luzern, wo er durchspielte und wiederum eine gelbe Karte sah. Nachdem er in der Saison 2011/12 am zweiten Spieltag ein Eigentor erzielt hatte, wurde er vom tschetschenischen Besitzer Bulat Tschagajew bei Neuchâtel Xamax suspendiert.
Im Sommer 2011 wurde er für die Dauer einer Saison an den türkischen Erstligisten Gaziantepspor ausgeliehen und nach Ende der Ausleihdauer von diesem verpflichtet. Zur Saison 2015/16 wechselye Binya zum türkischen Zweitligisten Elazığspor. Seit 2017 spielt er in Nordzypern.

### Nationalmannschaft
Binya nahm 2008, nachdem er im Oktober 2007 erstmals von Otto Pfister in die Nationalmannschaft Kameruns berufen wurde, am Afrika-Cup 2008 in Ägypten teil. Er kam in allen Spielen außer im dritten Gruppenspiel gegen den Sudan zum Einsatz, jedoch spielte er nie durch. Im ersten Gruppenspiel gegen Ägypten bekam er gelb und im zweiten gegen Sambia durfte er von Anfang an auflaufen, jedoch war dies das einzige Mal. Im Finale, wiederum gegen Ägypten, wurde Binya in der 17. Minute für Alexandre Song eingewechselt, konnte das 0:1 aber nicht verhindern.

## Erfolge
- portugiesischer Ligapokalsieger 2009